# Seierhaus
Seierhaus (oberfränkisch: Saiehaus) ist ein Wohnplatz der Gemeinde Harsdorf im Landkreis Kulmbach (Oberfranken, Bayern). 

## Geographie
Der ehemalige Weiler liegt auf einem Hochplateau, das zu dem Obermainischen Hügelland zählt. Im Norden grenzt der Trebgaster Forst an. Beim Ort entspringt eine der Quellen des Forellenbachs, einem rechten Zufluss der Trebgast. Ein Anliegerweg führt nach Oberlaitsch (0,2 km östlich) bzw. nach Holzlucken (0,4 km südwestlich).

## Geschichte
Seierhaus wurde 1832/33 erstmals schriftlich erwähnt. Die beiden Tropfhäuser wurden auf dem Gemeindegebiet von Harsdorf erbaut. 1843 kam ein drittes Tropfhaus hinzu. Seierhaus wurde in dem amtlichen Ortsverzeichnis von 1964 nicht mehr aufgelistet. Da sich die Zahl der Wohngebäude von Oberlaitsch von 6 auf 10 erhöhte, kann angenommen werden, dass Seierhaus von da an Teil von Oberlaitsch war.

### Einwohnerentwicklung
| Jahr      | 001832 | 001861 | 001871 | 001885 | 001900 | 001925 | 001950 |
| Einwohner |        | 15     | 19     | 23     | 30     | 18     | 25     |
| Häuser    | 2      |        |        | 4      | 4      | 4      |        |
| Quelle    | [ 3 ]  | [ 6 ]  | [ 7 ]  | [ 8 ]  | [ 9 ]  | [ 10 ] | [ 11 ] |

## Religion
Seierhaus ist evangelisch-lutherisch geprägt und nach St. Martin (Harsdorf) gepfarrt.

## Weblink
- Seierhaus in der Ortsdatenbank des bavarikon, abgerufen am 20. August 2021.